# James Edward Cheek
James Edward Cheek (4 décembre 1932 - 8 janvier 2010) est président émérite de l'université Howard. Il est né à Roanoke Rapids, en Caroline du Nord. 

## Président de l'université Howard (1968-1989)
En 1989, Cheek a nommé le président du Comité national républicain, Lee Atwater, membre du conseil d'administration de l'université Howard. Les étudiants se sont soulevés pour protester contre la nomination d'Atwater, perturbant les célébrations du 122ème anniversaire d'Howard, et ont fini par occuper le bâtiment administratif de l'université.

## Vie personnelle
Cheek est marié à Célestine Williams, et a deux enfants. Il est décédé le 8 janvier 2010 des suites de complications d'une maladie coronarienne et d'une maladie pulmonaire obstructive chronique.